# Adelien
Die Adelien (Forestiera) sind eine Pflanzengattung innerhalb der Familie der Ölbaumgewächse (Ölbaumgewächse). Die etwa 21 Arten sind in Nord-, Mittel- und Südamerika verbreitet.

## Beschreibung

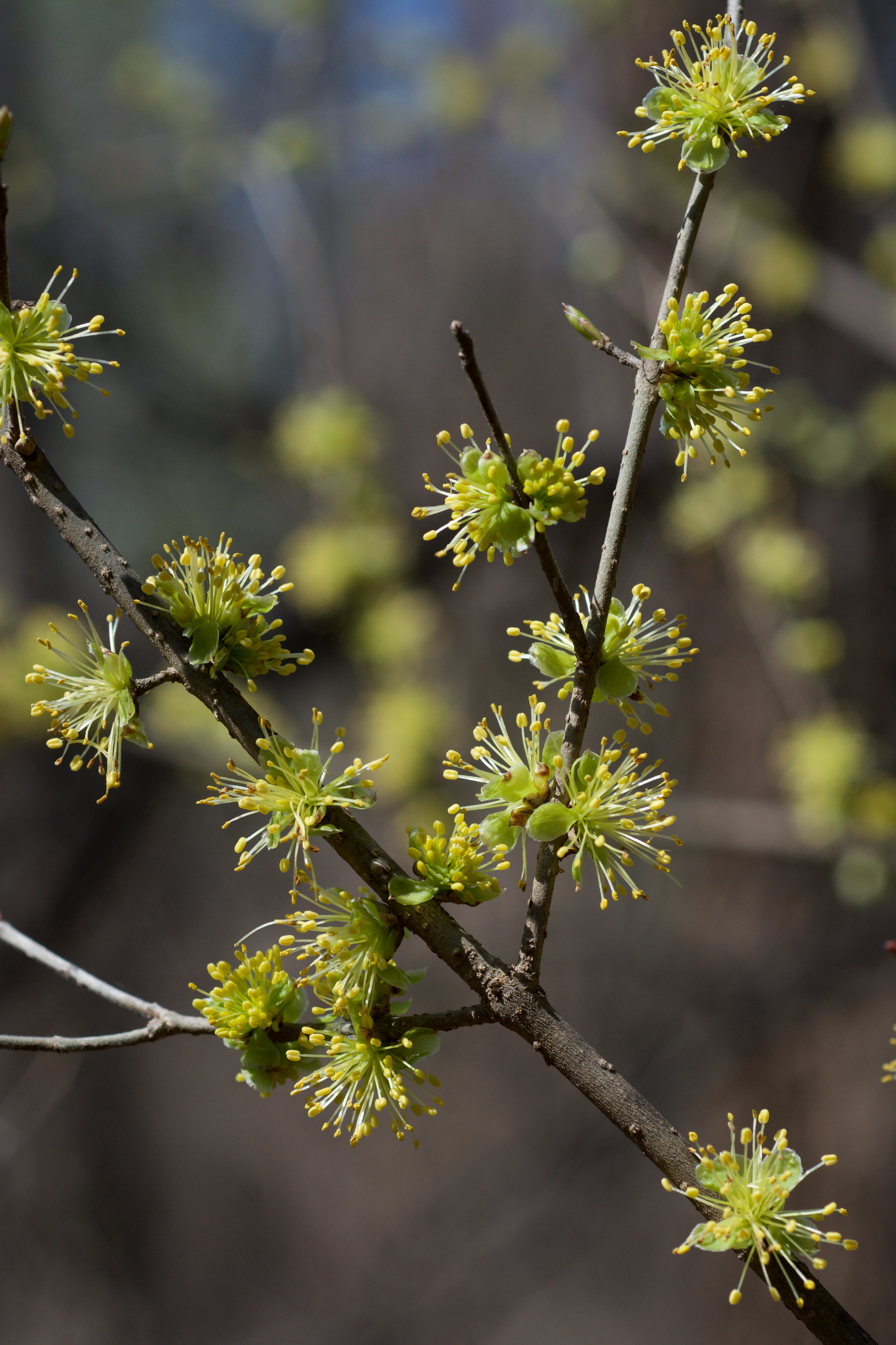
Foresteiera acuminata

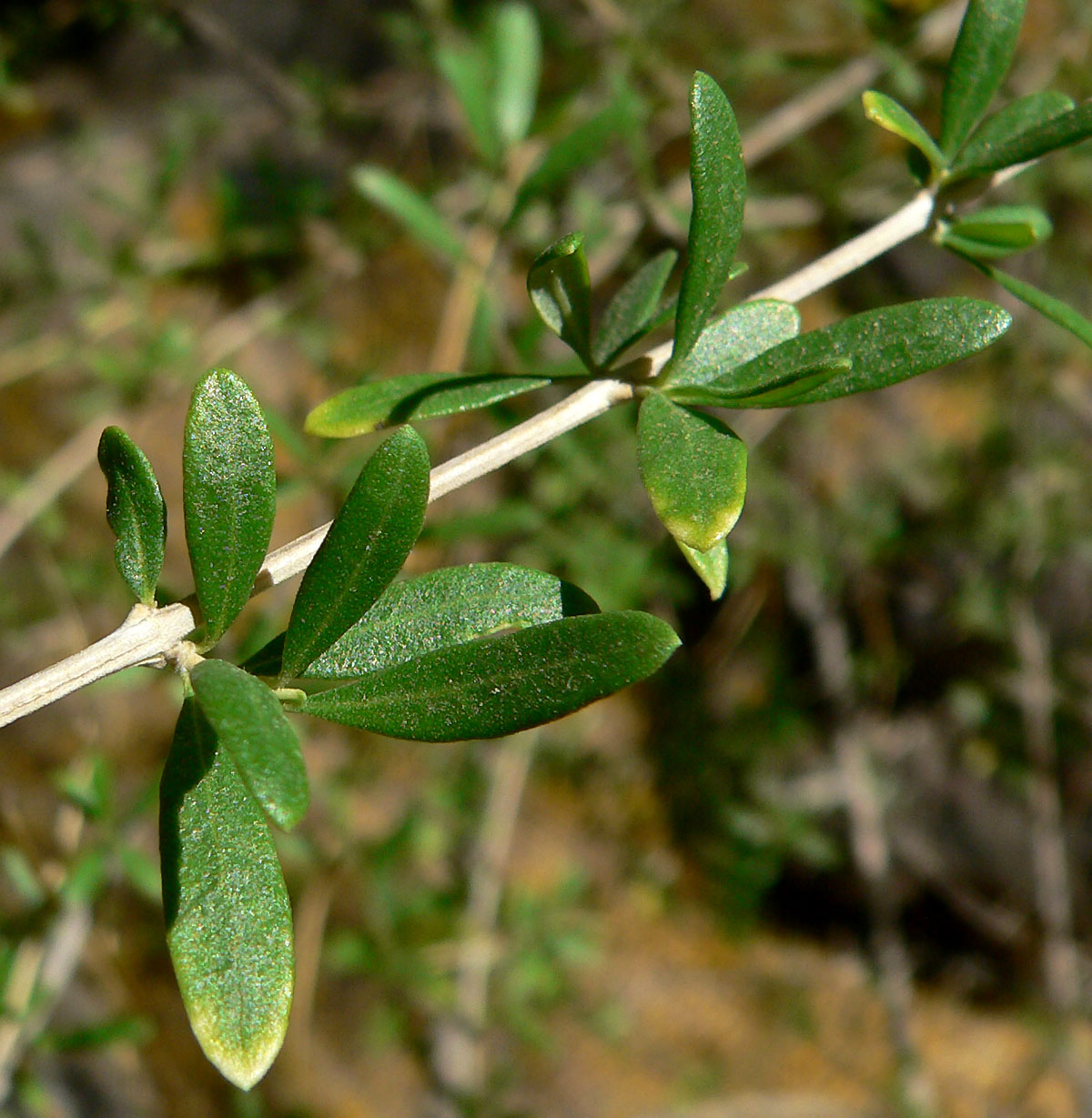
Zweig von Forestiera angustifolia

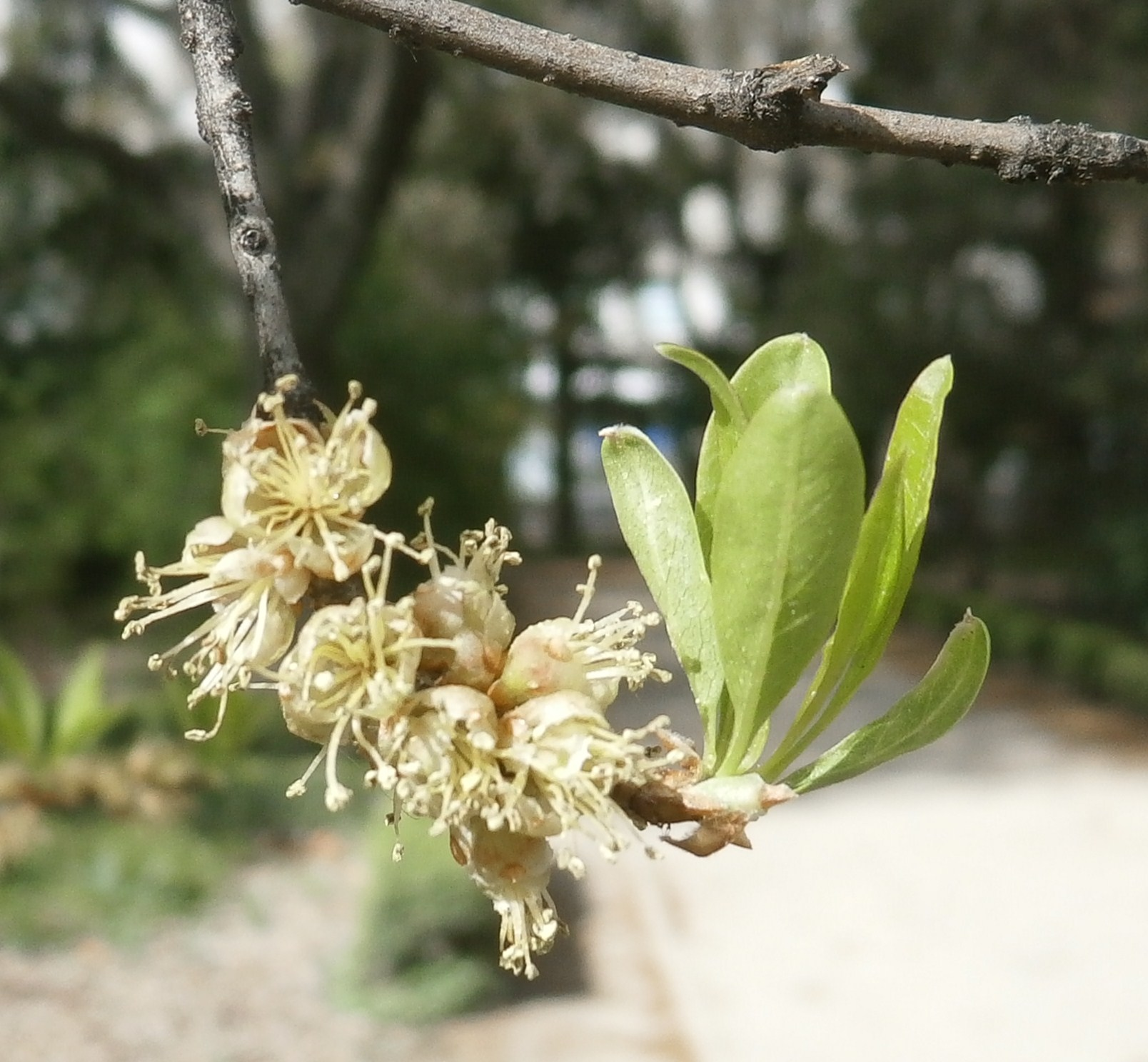
Blüten von Forestiera pubescens var. parvifolia

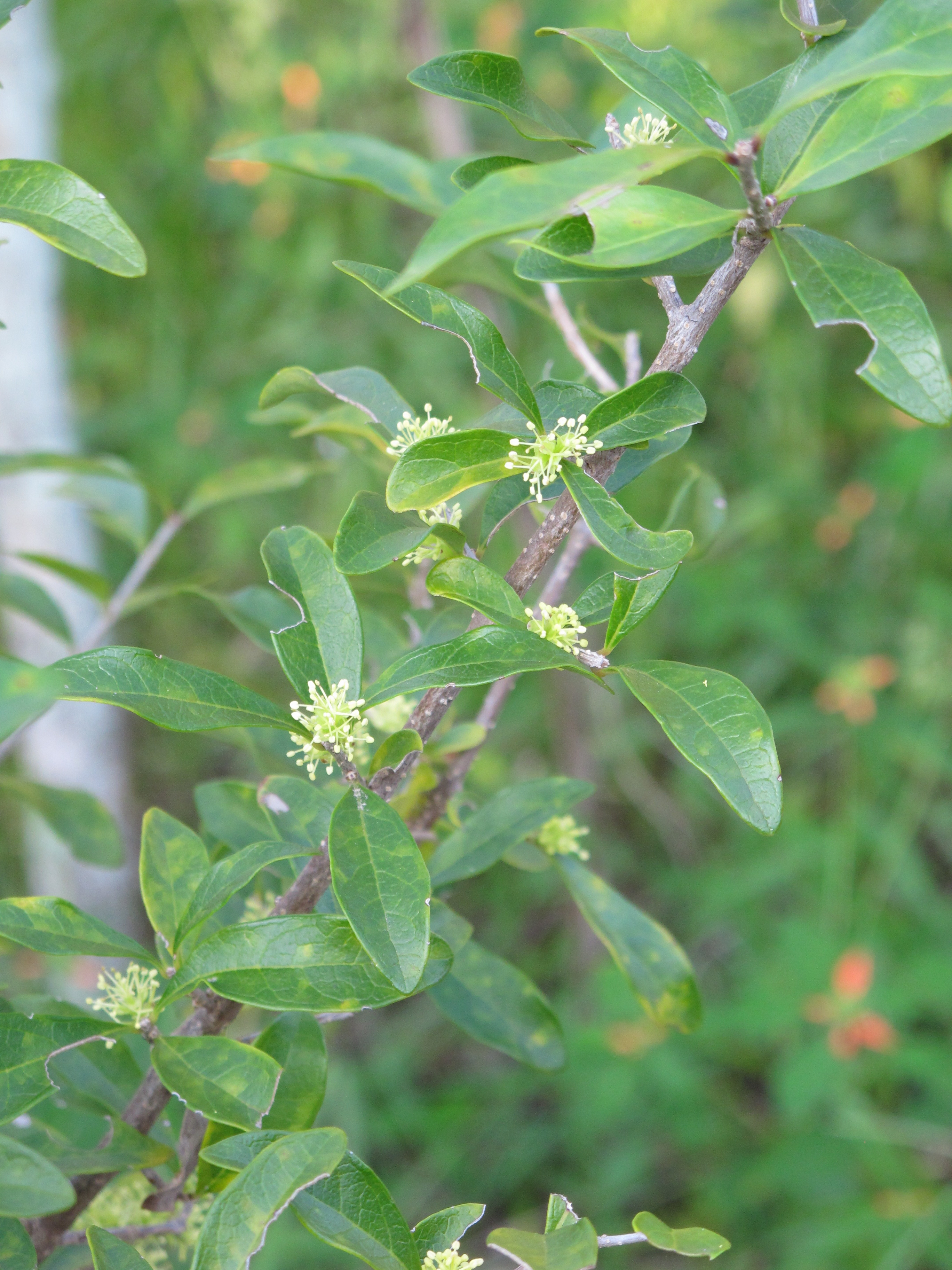
Forestiera segregata

### Vegetative Merkmale
Forestiera-Arten bilden sommergrüne, sparrig verzweigte und Ligustern ähnelnde Sträucher. Die Knospen sind kahl und bei einer Länge von 1,5 bis 2 Zentimetern eiförmig.
Die gegenständig angeordneten Laubblätter sind einfach. Der Blattrand ist ganzrandig oder fein gesägt.

### Generative Merkmale
Bei Forestiera-Arten liegt Diözie oder Subdiözie vor. Die Blüten stehen in achselständigen Büscheln oder Trauben und erscheinen meist schon vor den Laubblättern. Die Blüten sind grünlich und unscheinbar. Die Blütenhülle ist einfach und besteht aus vier bis sechs Kelchblättern. Es werden zwei bis drei Staubblätter gebildet. Der Fruchtknoten ist zweifächrig.
Als Früchte werden 3 bis 7 Millimeter lange, dunkel purpurfarbene bis schwarze Steinfrüchte gebildet, die ein dünnes, trockenhäutiges Mesokarp aufweisen.

## Systematik und Verbreitung
Gattung Forestiera wurde durch Jean Louis Marie Poiret aufgestellt. Der wissenschaftliche Name der Gattung Forestiera ehrt den französischen Botaniker und Arzt André Robert Forestier (1741/46 – 1812). Synonyme für Forestiera Poir. nom. cons. sind: Adelia P.Browne, Bigelovia Sm., Borya Willd., Carpoxis Raf., Geisarina Raf. Nudilus Raf.
Die Gattung Forestiera gehört zur Tribus Oleeae innerhalb der Familie der Ölbaumgewächse (Oleaceae).
Man findet Forestiera-Arten von Nordamerika über Zentralamerika und auf den Westindischen Inseln bis ins nördliche Südamerika.
Zur Gattung Forestiera gehören etwa 21 Arten:
- Spitzblättrige Adelie[1]  (Forestiera acuminata (Michx.) Poir.): Die Heimat sind die USA.[5]
- Forestiera angustifolia Torr.: Die Heimat ist Texas und das nordöstliche Mexiko.[5]
- Forestiera cartaginensis Donn.Sm.: Das Verbreitungsgebiet reicht vom mexikanischen Bundesstaat Chiapas bis Panama.[5]
- Forestiera corollata Cornejo & Wallander: Die Heimat ist Guatemala.[5]
- Forestiera durangensis Standl.: Sie kommt nur im mexikanischen Bundesstaat Durango vor.[5]
- Forestiera ecuadorensis Cornejo & Bonifaz: Die Heimat ist das westliche Ecuador.[5]
- Forestiera eggersiana Krug: Die Heimat ist Puerto Rico und die Leeward-Inseln.[5]
- Forestiera godfreyi L.C.Anderson: Die Heimat sind die südöstlichen USA.[5]
- Forestiera isabeliae Hammel & X.Cornejo: Sie kommt nur in Costa Rica vor.[5]
- Forestiera ligustrina (Michx.) Poir.: Die Heimat sind die südöstlichen USA bis Texas.[5]
- Forestiera macrocarpa Brandegee: Sie kommt nur Baja California vor.[5]
- Forestiera phillyreoides (Benth.) Torr.: Die Heimat ist das südwestliche und zentrale Mexiko.[5]
- Forestiera pubescens Nutt.: Das Verbreitungsgebiet reicht von den westlichen USA bis Mexiko.[5] Mit den Varietäten:
  - Forestiera pubescens var. parvifolia (A.Gray) Nesom (Syn.: Forestiera neomexicana A.Gray): Sie kommt in den südwestlichen und westlich-zentralen USA und im nördlichen Mexiko vor.[5]
  - Forestiera pubescens var. pubescens: Sie kommt in Oklahoma, Texas und im nordöstlichen Mexiko vor.[5]
- Forestiera racemosa S.Watson: Sie kommt nur im mexikanischen Bundesstaat Nuevo León vor.[5]
- Forestiera reticulata Torr.: Sie kommt nur im westlichen Texas vor.[5]
- Forestiera rhamnifolia Griseb.: Das Verbreitungsgebiet reicht von Mexiko und der Karibik bis Costa Rica.[5]
- Forestiera rotundifolia (Brandegee) Standl.: Sie kommt nur im mexikanischen Bundesstaat Puebla vor.[5]
- Forestiera segregata (Jacq.) Krug & Urb.: Die Heimat sind die südöstlichen USA und die Inseln der Karibik.[5] Mit den Varietäten:
  - Forestiera segregata var. pinetorum (Small) M.C.Johnst.: Sie kommt nur in Florida vor.[5]
  - Forestiera segregata var. segregata (Syn.: Forestiera ekmanii Borhidi): Sie kommt in den südöstlichen Vereinigten Staaten und auf karibischen Inseln vor.[5]
- Forestiera selleana Urb. & Ekman: Dieser Endemit kommt nur auf Hispaniola vor.[5]
- Forestiera shrevei Standl.: Sie kommt nur in Arizona vor.[5]
- Forestiera tomentosa S.Watson: Die Heimat ist das zentrale und südwestliche Mexiko.[5]

## Verwendung
Die Sträucher haben einen geringen Gartenwert und werden nur selten gepflanzt.

## Nachweise